# 莫札特歌劇列表

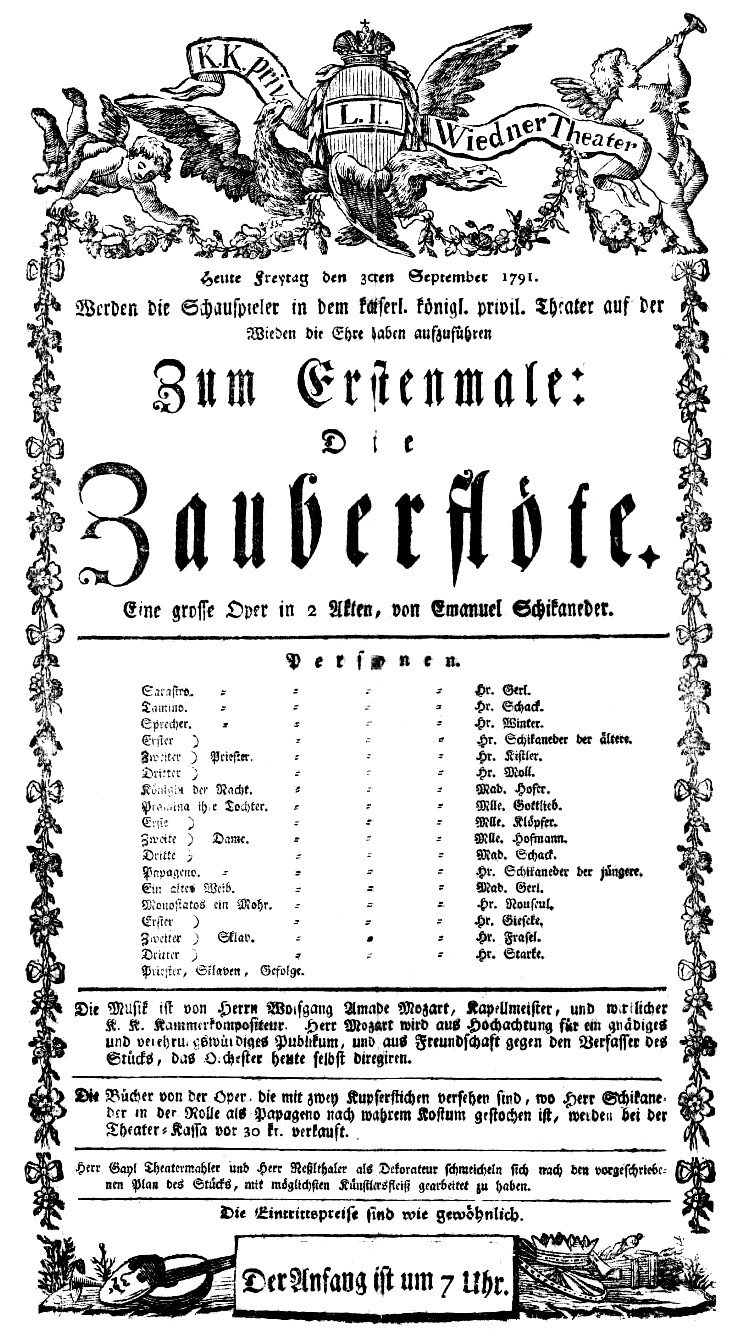
1791年9月30日《魔笛》首演海报

沃尔夫冈·阿马德乌斯·莫扎特创作的歌剧作品总计有22部。这些歌剧的类型以及规模各有不同。其中既有莫扎特早年临摹之作，也有他后来技巧纯熟时的作品。这些歌剧中有三部最终没有完成，并且直到他去世多年后才得以上演。莫扎特几齣成熟时期的歌剧都是世界各地上演不息的经典剧目。
莫扎特幼年即有采撷吸收各种风格作品中养分的能力。在写给父亲的一封信中，他说：“您知道，从任意一个类型或风格的作品中，我都可以多多少少地学习模仿一些东西。”他善于运用这种天赋来同化与完善学习内容，并由此创新进而实现更大的突破。因而，他早年虽然会循规蹈矩地按照正歌剧、喜歌剧以及歌唱剧的传统去创作作品，但在成熟后就会凭借自己的创造力来改良这些体裁。比如《唐·喬望尼》就结合了正歌剧与喜歌剧两种体裁的特点：这部剧既有正歌剧型的角色唐娜·安娜，也有喜歌剧型的角色莱波雷洛与泽琳娜，更有二者的混合体唐娜·埃尔薇拉。
莫扎特也常发展与提炼其早期作品中的一些创意与亮点。例如，一些研究者认为其晚期歌剧中的一系列跃然纸上、令人印象深刻的女性角色，特别是那些既有魅力又谙于世故的“威尼斯风流妇人”，都能在莫扎特早期作品中发现她们的影子：比如巴斯蒂妮（《巴斯蒂安与巴斯蒂妮》）与桑德里娜（《假扮园丁的姑娘》）就是康斯坦策（《后宫诱逃》）与帕米娜（《魔笛》）的原型。桑德里娜的配角塞尔佩塔则是布隆德（《后宫诱逃》）、苏珊娜（《费加罗的婚礼》）、泽琳娜（《唐·喬望尼》）以及蒂丝皮娜（《女人皆如此》）这些光彩照人的配角的前身。
这些歌剧取材广泛。早期作品的剧本大多改编自己有的作品。由莫扎特自己挑选的第一个剧本是1781年瓦雷斯科神父所写的《依多美尼欧》。五年后，他开始与其最重要的伙伴，洛伦佐·达·彭特，的合作，并迎来了自己的“凤凰涅槃”。此前曾有达·彭特早在1783年即为未完成的《失望的新郎》写过剧本的说法，但目前的研究否定了这种说法的真实性。莫扎特认为，作为作曲家，他也应该为剧本投入大量精力，以令其更好地为音乐服务。音乐学家查尔斯·罗森这样写道：“达·彭特可能确实在对于戏剧性的需求方面与莫扎特一拍即合。但在与达·彭特合作前，莫扎特曾带些威胁意味地要求过几个作家在剧本中安排其所爱的充满戏剧性的合唱。”

## 编排原则

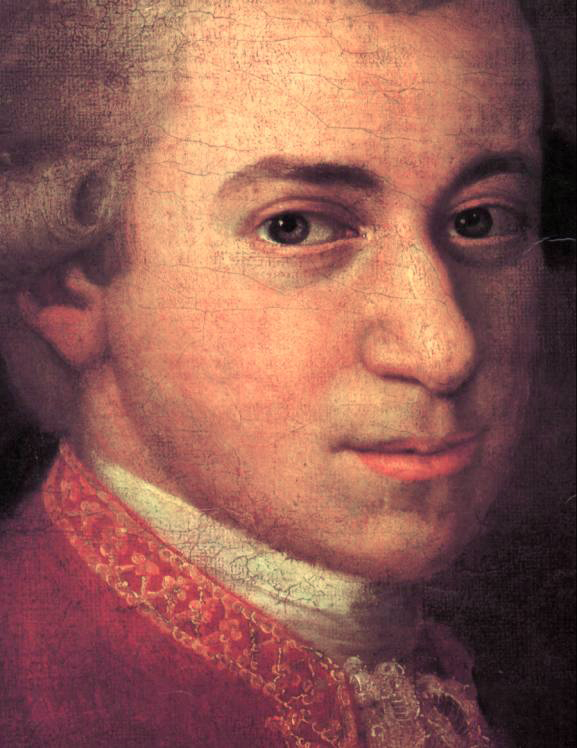
约翰·内波穆克·克罗切所绘制的1780年左右的莫扎特

### 收录标准
本列表收录了所有公认由莫扎特配曲的戏剧作品。这里的“戏剧作品”是指声乐演员在一定舞台指导下分角色于舞台上表演的作品。一些参考资料的收录标准更为严格。它们把《第一诫的义务》视为清唱剧而将其排除在外。查尔斯·奥斯本在这个问题上做了一定的澄清：这部剧的剧本中包含舞台指导，也就是说这部剧包含表演的因素，而不仅仅只是歌唱。其应归类为宗教歌唱剧（geistliches Singspiel）而不是清唱剧。因而本表收录了这部剧。此外，《贤者之石》虽是莫扎特与另外四位作曲家合写的作品，而且他只创作了其中一小部分，但本表也将其收录在内。

### 先后顺序
本表中的歌剧作品一般是以其写作的时间顺序列出。以下是几个例外：
- 《善意的谎言》与《巴斯蒂安与巴斯蒂妮》实际的写作先后顺序并不确定，本表将《善意的谎言》列在后面。[g]
- 《埃及王塔莫斯》虽然1774年即开始创作，但直到1779年左右才完成。本表以其完成时间列入。[17]
- 《魔笛》与《狄托的仁慈》是同时创作的。《魔笛》起笔更早，但因为莫扎特接到写作《狄托的仁慈》的委托案而中途搁置。[18]这导致后者完成与首演都要先于《魔笛》。本表将《魔笛》列在后面，尽管其在克歇尔目录中列于《狄托的仁慈》之前。

## 作品列表
| 编号   | 创作年份       | 标题                                               | 语言     | 类型                         | 剧本作者                                                  | 声部安排                                                               | 首演情况                                                                                       |
| ------ | -------------- | -------------------------------------------------- | -------- | ---------------------------- | --------------------------------------------------------- | ---------------------------------------------------------------------- | ---------------------------------------------------------------------------------------------- |
| K.35   | 1767年         | 《第一诫的义务》第一部 总谱 （页面存档备份，存于） | 德语     | 宗教歌唱剧                   | 伊格纳茨·安东·冯·韦泽                                     | 3位女高音，2位男高音                                                   | 1767年3月12日于萨尔茨堡大主教宫                                                                |
| K.38   | 1767年         | 《阿波罗与雅辛托斯》 总谱 （页面存档备份，存于）   | 拉丁语   | 拉丁语文本配乐               | 鲁菲努斯·韦德依奥维德的《变形记》改编                     | 2位童声高音，2位童声低音，1位男高音，2位男低音，合唱                   | 1767年5月13日于萨尔茨堡大学大礼堂                                                              |
| K.50   | 1768年         | 《巴斯蒂安与巴斯蒂妮》 总谱 （页面存档备份，存于） | 德语     | 单幕歌唱剧                   | F·W·魏斯克恩与J·H·穆勒依夏尔·西蒙·法瓦等人剧作改编        | 1位女高音，1位男高音，1位男低音                                        | 1890年10月2日于柏林建筑之家（Architektenhaus）                                                                |
| K.51   | 1768年         | 《善意的谎言》 总谱 （页面存档备份，存于）         | 意大利语 | 三幕喜歌剧                   | 马尔科·科尔泰利尼依卡洛·哥尔多尼剧作改编                  | 2位女高音，1位女低音（或女中音），2位男高音，2位男低音                 | 1769年5月1日于萨尔茨堡大主教宫                                                                 |
| K.87   | 1770年         | 《本都王米特里達梯》 总谱 （页面存档备份，存于）   | 意大利语 | 三幕正歌剧                   | 维托里奥·阿米迪奥·齐格纳-桑蒂依让·拉辛剧作改编            | 4位女高音，1位女低音，2位男高音                                        | 1770年12月26日于米兰皇家公爵剧院                                                               |
| K.111  | 1771年         | 《阿斯卡尼歐在阿尔巴》 总谱 （页面存档备份，存于） | 意大利语 | 两幕节令剧                   | 朱塞佩·帕里尼                                             | 4位女高音，1位男高音，合唱                                             | 1771年10月17日于米兰皇家公爵剧院                                                               |
| K.126  | 1772年         | 《西庇阿之梦》 总谱 （页面存档备份，存于）         | 意大利语 | 单幕动作剧或抒情合唱剧       | 梅塔斯塔西奥依西塞罗作品改编                              | 3位女高音，3位男高音，合唱                                             | 可能是在1772年5月1日于萨尔茨堡大主教官邸                                                       |
| K.135  | 1772年         | 《盧喬·西拉》 总谱 （页面存档备份，存于）          | 意大利语 | 三幕抒情歌唱剧               | 乔瓦尼·德·加梅拉作，梅塔斯塔西奥修订                      | 4位女高音，2位男高音，合唱                                             | 1772年12月26日于米兰皇家公爵剧院                                                               |
| K.196  | 1774年         | 《假扮园丁的姑娘》 总谱 （页面存档备份，存于）     | 意大利语 | 三幕滑稽剧                   | 朱塞佩·彼得罗塞利尼                                       | 4位女高音，2位男高音，1位男低音，合唱                                  | 1775年1月13日于慕尼黑城堡会堂（Redoutensaal）                                                              |
| K.208  | 1775年         | 《牧羊王》 总谱 （页面存档备份，存于）             | 意大利语 | 两幕合唱剧                   | 梅塔斯塔西奥作，瓦雷斯科神父增补                          | 3位女高音，2位男高音                                                   | 1775年4月23日于萨尔茨堡大主教宫                                                                |
| K.345  | 1773年与1779年 | 《埃及王塔莫斯》 总谱 （页面存档备份，存于）       | 德语     | 为一齣英雄剧配的合唱与间奏曲 | 托比亚斯·菲利普·冯·格布勒                                 | 合唱与几位独唱者：女高音，女低音，男高音，男低音                       | 1774年4月4日曾于维也纳克恩顿剧院上演剧中两个合唱唱段。全剧是在1779年至1780年间于萨尔茨堡首演。 |
| K.344  | 1779年         | 《扎伊德》 总谱 （页面存档备份，存于）             | 德语     | 歌唱剧（未完成）             | 约翰·安德烈亚斯·沙赫特纳依伏尔泰剧作改编                  | 1位女高音，2位男高音，2位男低音，由4位男高音组成的小合唱，1位念白角色  | 1866年1月27日于法兰克福（具体地点未知）                                                        |
| K.366  | 1780年－1781年 | 《依多美尼欧》 总谱 （页面存档备份，存于）         | 意大利语 | 三幕抒情歌唱剧               | 瓦雷斯科神父依安托万·当谢剧本改编                         | 3位女高音，1位女中音，4位男高音，1位男中音，2位男低音，合唱            | 1781年1月29日于慕尼黑宫廷剧院（现屈维利埃剧院）                                                |
| K.384  | 1782年         | 《后宫诱逃》 总谱 （页面存档备份，存于）           | 德语     | 三幕歌唱剧                   | 戈特利布·斯蒂芬尼依克里斯托夫·弗里德里希·布雷茨纳剧本改编 | 2位女高音，2位男高音，1位男低音，2位念白角色                           | 1782年7月16日于维也纳城堡剧院                                                                  |
| K.422  | 1784年         | 《开罗之鹅》 总谱 （页面存档备份，存于）           | 意大利语 | 三幕抒情歌唱剧（未完成）     | 瓦雷斯科神父                                              | 4位女高音，2位男高音，2位男低音，合唱（依演出情况变化）                | 1867年6月6日于巴黎幻想剧院（法語：Théâtre des Fantaisies-Parisiennes）                                                           |
| K.430  | 1784年         | 《失望的新郎》 总谱 （页面存档备份，存于）         | 意大利语 | 两幕喜歌剧（未完成）         | 未知                                                      | 3位女高音，2位男高音，2位男低音（依演出情况变化）                      | 1867年6月6日于巴黎幻想剧院                                                                     |
| K.486  | 1786年         | 《剧院经理》 总谱 （页面存档备份，存于）           | 德语     | 单幕配乐喜剧                 | 戈特利布·斯蒂芬尼                                         | 2位女高音，1位男高音，1位男低音，6位念白角色                           | 1786年2月7日于维也纳申布伦宫                                                                   |
| K.492  | 1786年         | 《费加罗的婚礼》 总谱 （页面存档备份，存于）       | 意大利语 | 四幕喜歌剧                   | 洛伦佐·达·彭特依博马舍小说改编                            | 3位女高音，2位女中音，2位男高音，1位男中音，3位男低音，合唱            | 1786年5月1日于维也纳城堡剧院                                                                   |
| K.527  | 1787年         | 《唐·乔望尼》 总谱 （页面存档备份，存于）          | 意大利语 | 两幕滑稽剧                   | 洛伦佐·达·彭特依蒂尔索·德·莫利纳剧作改编                  | 3位女高音，1位男高音，1位男中音，3位男低音，合唱                       | 1787年10月29日于布拉格城邦剧院                                                                 |
| K.588  | 1790年         | 《女人皆如此》 总谱 （页面存档备份，存于）         | 意大利语 | 两幕滑稽剧                   | 洛伦佐·达·彭特                                            | 3位女高音，1位男高音，1位男中音，1位男低音，合唱                       | 1790年1月26日于维也纳城堡剧院                                                                  |
| K.592a | 1790年         | 《贤者之石》                                       | 德语     | 两幕歌唱剧                   | 伊曼紐爾·席卡內德                                         | 3位女高音，2位男高音，2位男中音，1位男低音，1位念白角色                | 1790年9月11日于维也纳维登剧院                                                                  |
| K.621  | 1791年         | 《狄托的仁慈》 总谱 （页面存档备份，存于）         | 意大利语 | 两幕正剧                     | 彼得罗·梅塔斯塔西奥作，卡泰里诺·马佐拉修订                | 2位女高音，2位女中音，1位男高音，1位男低音，合唱                       | 1791年9月6日于布拉格城邦剧院                                                                   |
| K.620  | 1791年         | 《魔笛》 总谱 （页面存档备份，存于）               | 德语     | 两幕歌唱剧                   | 伊曼紐爾·席卡內德                                         | 6位女高音，2位女中音，1位女低音，4位男高音，1位男中音，4位男低音，合唱 | 1791年9月30日于维也纳维登剧院                                                                  |

### 引注
1. 1 2  《莫扎特音乐指南》，第163頁.
2. 1 2  《莫扎特袖珍指南》，第283－285頁.
3. 1 2  《莫扎特与他的歌剧》，第11頁.
4. ↑  《莫扎特与他的歌剧》，第17頁.
5. ↑  《莫扎特歌剧全集》，第191－192頁.
6. ↑  《莫扎特袖珍指南》，第302頁.
7. 1 2  《莫扎特袖珍指南》，第303頁.
8. ↑  《莫扎特袖珍指南》，第308頁.
9. ↑  《写就莫扎特之人：洛伦佐·达·彭特非凡的一生》，第xv頁.
10. ↑  《沃尔夫冈·阿马德乌斯·莫扎特生平作品文选》，第404－405 & 415頁.
11. ↑  《古典音乐：海顿、莫扎特与贝多芬的时代》，第155頁.
12. ↑  《莫扎特袖珍指南》，第287頁.
13. ↑  《莫扎特与他的歌剧》，第24頁.
14. ↑  《莫扎特歌剧全集》，第27頁.
15. ↑  《莫扎特歌剧全集》，第26頁.
16. ↑  《莫扎特歌剧全集》，第37－38 & 45頁.
17. ↑  《莫扎特歌剧全集及批评指南》，第124－125頁.
18. ↑  《莫扎特歌剧全集》，第300頁.
19. ↑  《莫扎特歌剧全集》，第16頁.
20. ↑  《莫扎特歌剧全集》，第24－25頁.
21. ↑  《莫扎特袖珍指南》，第288頁.
22. ↑  《莫扎特歌剧全集》，第32頁.
23. 1 2 3 4 5 6  克歇尔目录.
24. ↑  《莫扎特袖珍指南》，第291頁.
25. ↑  《歌剧：谱曲、作品与表演》，第343頁.
26. ↑  《莫扎特歌剧全集》，第13 & 35頁.
27. ↑  《莫扎特歌剧全集》，第59頁.
28. ↑  《莫扎特袖珍指南》，第294頁.
29. ↑  《莫扎特歌剧全集》，第63頁.
30. ↑  《莫扎特歌剧全集》，第69頁.
31. ↑  《莫扎特袖珍指南》，第296頁.
32. ↑  《莫扎特歌剧全集》，第86頁.
33. ↑  《莫扎特袖珍指南》，第300－301頁.
34. ↑  《莫扎特歌剧全集》，第97頁.
35. ↑  《莫扎特袖珍指南》，第300頁.
36. ↑  《莫扎特歌剧全集》，第105頁.
37. ↑  《莫扎特歌剧全集》，第155頁.
38. ↑  《莫扎特歌剧全集》，第208－209頁.
39. ↑  《沃尔夫冈·阿马德乌斯·莫扎特生平作品文选》，第415頁.
40. ↑  《莫扎特歌剧全集》，第207頁.
41. ↑  《莫扎特歌剧全集》，第251頁.
42. ↑  《莫扎特袖珍指南》，第326頁.
43. ↑  《莫扎特歌剧全集》，第268頁.
44. ↑  《莫扎特与他的歌剧》，第176頁.
45. ↑  《莫扎特歌剧全集》，第281頁.

### 引文来源
依正文引用的先后顺序排序
- Keefe, Simon P.  [《莫扎特音乐指南》]. Cambridge Companions to Music reprinted. Cambridge: Cambridge University Press. 2003. ISBN 0521001927 （英语）.
- Kenyon, Nicholas.  [《莫扎特袖珍指南》]. New York: Pegasus Books. 2006. ISBN 1-933648-23-6 （英语）.
- Cairns, David.  [《莫扎特与他的歌剧》]. London: Penguin Books. 2006. ISBN 0-14-029674-3 （英语）.
- Osborne, Charles.  [《莫扎特歌剧全集》]. London: Victor Gollancz. 1992. ISBN 0-575-03823-3 （英语）.
- Holden, Anthony.  [《写就莫扎特之人：洛伦佐·达·彭特非凡的一生》]. London: Phoenix. 2007. ISBN 978-0-7538-2180-0 （英语）.
- Dell' Antonio, Andrew.  [《失望的作曲者：莫扎特喜歌剧<失望的新郎>（K424a/430）残稿》]. Stanley Sadie  (编).  [《沃尔夫冈·阿马德乌斯·莫扎特生平作品文选》]. London: Oxford University Press. 1996. ISBN 0-19-816443-2 （意大利语）.
- Rosen, Charles.  [《古典音乐：海顿、莫扎特与贝多芬的时代》]. New York: Norton. 1997. ISBN 0-393-00653-0 （英语）.
- Osborne, Charles.  [《莫扎特歌剧全集及批评指南》] reprinted. New York: Da Capo Press. 1978. ISBN 0306801906 （英语）.
- [《新莫扎特全集》]. Bärenreiter-Verlag. 2006  [2008-07-17]. （原始内容存档于2011-10-02） （德语）.
- [克歇尔目录]. ClassicalNet. 2008  [2008-07-16]. （原始内容存档于2009-01-23） （英语）.
- Batta, Andreas (编).  [《歌剧：谱曲、作品与表演》] English. Cologne: Könemann. 2000. ISBN 3-8290-3571-3 （英语）.

### 其他参考资料
依作者（编者）姓氏首字母排序
- Dent, Edward J.  [《莫扎特歌剧之批判研究》]. Oxford: OUP. 1973. ISBN 0-19-284001-0 （英语）.
- Glover, Jane.  [《莫扎特的女人们》]. London: MacMillan. 2005. ISBN 1-4050-2121-7 （英语）.
- Gutman, Robert W.  [《莫扎特文化传》]. London: Secker and Warburg. 2000. ISBN 0-304-31135-9 （英语）.
- Heartz, Daniel (编).  [《莫扎特歌剧》]. Berkeley: University of California Press. 1990. ISBN 0-520-07872-1 （英语）.
- Mann, William.  [《莫扎特歌剧》]. London: Cassell. 1986. ISBN 0-304-31135-9 （英语）.
- Newman, Ernest.  [《歌剧之夜增补》]. London: Putnam. 1954 （英语）.
- Robbins, Landon, H. C.  [《1791年：莫扎特的最后一年》]. London: Fontana. 1990. ISBN 0-00-654324-3 （英语）.
- Steptoe, Andrew.  [《莫扎特-达彭特歌剧》]. Oxford: OUP. 1988. ISBN 0-19-816221-9 （英语）.
- Till, Nicholas.  [《莫扎特与启蒙运动》]. London: Faber and Faber. 1993. ISBN 0-571-17042-0 （英语）.

## 延伸阅读
- Whitfield, Sarah. . Musical Offerings. 2011, 2 (2): 1  [2016-07-28]. （原始内容存档于2021-02-27） （英语）.